# قائد شبيبة الرايخ
كانت رتبة قائد شبيبة الرايخ (بالألمانية: Reichsjugendführer) أعلى رتبة شبه عسكرية في شباب هتلر.  في عام 1931، عين هتلر بالدور فون شيراخكأول قائد لشباب الرايخ.  في عام 1933، أصبحت جميع المنظمات الشبابية تحت سيطرة شيراك.   خلف أرتور أكسمان شيراك كزعيم وطني لشباب هتلر في 8 أغسطس 1940. 

## قائمة
صورة
| الاسم | تولى المنصب      | ترك المنصب                   | الحزب           | الحزب      |                   |
| ----- | ---------------- | ---------------------------- | --------------- | ---------- | ----------------- |
| 1     | بالدور فون شيراخ | بالدور فون شيراخ (1907–1974) | 30 October 1931 | 1 May 1940 | 8 سنوات و184 أيام |
| 2     | ارتور اكسمان     | ارتور اكسمان (1913–1996)     | 8 August 1940   | 8 May 1945 | 5 سنوات و7 أيام   |

 الوقت في المكتب
| <abbr title="<nowiki>Number</nowiki>">لا. |                  | Reichsjugendführer                 | تولى منصبه     | ترك المكتب  |                   |
| ----------------------------------------- | ---------------- | ---------------------------------- | -------------- | ----------- | ----------------- |
| 1                                         | بالدور فون شيراخ | بالدور فون شيراخ </br> (1907-1974) | 30 أكتوبر 1931 | 1 مايو 1940 | 8 سنوات، 184 أيام |
| 2                                         | ارتور اكسمان     | ارتور اكسمان </br> (1913-1996)     | 8 أغسطس 1940   | 8 مايو 1945 | 5 سنوات، 7 أيام   |

## ما بعد الحرب
مع استسلام ألمانيا النازية، تم حل شباب هتلر من قبل سلطات الحلفاء كجزء من عملية اجتثاث النازية. تم إدانة كل من شيراك وأكسمان بصفتهما مجرمي حرب من قبل قوى الحلفاء بعد نهاية الحرب العالمية الثانية في أوروبا، وخاصة للدور الذي لعبه الاثنان في إفساد عقول الأطفال.  حُكم على شيراك بالسجن لمدة 20 عامًا.  تلقى أكسمان فقط عقوبة بالسجن لمدة 39 شهرًا في مايو 1949.  في وقت لاحق، في عام 1958، غرمت محكمة في برلين الغربية أكسمان 35000 مارك ألماني (حوالي 3,000 جنيه إسترليني، أو ما يعادل 8,300 دولار أمريكي) ، أي حوالي نصف قيمة ممتلكاته في برلين. أدانته المحكمة بتهمة تلقين الشباب الألماني الاشتراكية القومية حتى نهاية الحرب. 